# Světová organizace duševního vlastnictví
World Intellectual Property Organization (WIPO) je organizace OSN, založená v roce 1967 Úmluvou o zřízení Světové organizace duševního vlastnictví. Vykonává dozor v oblasti ochrany autorských práv a dalších práv duševního vlastnictví. Sídlem organizace je Ženeva, Švýcarsko. V současnosti je členem WIPO 193 států.

## Zajímavosti
Švýcarská poštovní správa pro potřeby úřadu vydala roku 1982 známky s nápisem ORGANISATION MONDIALE DE LA PROPRIETE INTELECTUELE a nadtitulkem HELVETIA. Byly s švýcarskou měnou, jako motiv měly vyobrazení budovy, v níž WIPO sídlila.